# Avishai Dekel
Avishai Dekel (né en 1951) est professeur de physique à l'université hébraïque de Jérusalem, en Israël, où il occupe la chaire André Aisenstadt de physique théorique. Il mène des recherches en astrophysique en cosmologie. Il a obtenu son doctorat à l'université hébraïque en 1980, et a été admis comme chercheur au Caltech et comme professeur assistant à l'université Yale avant de rejoindre la faculté de l'université hébraïque en 1986.Il a dirigé l'Institut de physique de Racah de 1997 à 2001, et est depuis 2005 doyen de l'Autorité pour la communauté et la jeunesse de l'université hébraïque. Il est président de la Société de physique d'Israël pour la période de 2008 à 2011. Le professeur Dekel visite fréquemment l'université de Californie à Santa Cruz en Californie. Entre autres honneurs professionnels, il a été distingué par un professorat Miller à l'université de Californie à Berkeley et une chaire internationale de recherche Blaise Pascal à l'École normale supérieure de Paris (2004-2006).
Il est reconnu comme un contributeur significatif aux recherches en cosmologie, spécialement pour l'étude de la formation des galaxies et des structures à grande échelle d'un Univers dominé par la matière noire-énergie sombre. Il est surtout connu pour la compréhension des galaxies naines et des réactions des supernovae (1986-2003) pour l'analyse des flux cosmiques de grande échelle (1989-1997), pour l'étude de la structure des halos de matière sombre (2000-2003), pour sa contribution à la question centrale de la théorie de la formation des galaxies (2003-2009), et pour sa découverte récente relative la formation des galaxies dans l'univers initial à partir de courants froids.